# Александър Александров (актьор)
Вижте пояснителната страница за други личности с името Александър Александров.
Александър Александров е български актьор.

## Биография
Роден е в град София през 1951 г. Завършил е актьорско майсторство в ВИТИЗ „Кръстьо Сарафов“ през 1973 година.
От 1973 до 1978 г. е по разпределение актьор във Врачанския театър с директор Иван Кондов, след това продължава в театър Сълза и смях от 1978 до 1998 година. По-късно продължава в трупата на „Перпетуум Мобиле“ на Кирил Воденичаров, докато с Татяна Иванова през 2008 година основава театрална къща „Вива Арте“ .

## Театър
- „Тримата мускетари“ (1978) (Александър Дюма)
- „Въпрос на принцип“ (1973) (Недялко Йорданов) [2].

## Телевизионен театър
- „Еленово царство“ (1996) (по Георги Райчев, реж. Вили Цанков)
- „Звезда от последна величина“ (1990) (Неда Антонова)
- „Обратен удар“ (1988) (Димитър Василев)
- „Жената и грешката“ (1982) (Яковос Камбанелис)

## Филмография
| Година    | Филми/Сериали                                                                                                   | Серии | Копродукции                                                                                       | Роля                                             |
| --------- | --- | ----- | ------------------------------------------------------------------------------------------------- | ------------------------------------------------ |
| 2012      | Кантора Митрани                                                                                                 | 12    |                                                                                                   | Кирил Атанасов (в 1 серия: III)                  |
| 1994      | Октопод 7. Разследване смъртта на инспектор Катани (La piovra 7 – Indagine sulla morte del commissario Cattani) | 6     | Италия / Франция / Германия / Испания / Австрия                                                   |                                                  |
| 1991      | Удавникът |       |                                                                                                   | Кирил, журналист                                 |
| 1990      | Осем процента любов                                                                                             |       |                                                                                                   |                                                  |
| 1989      | Очите плачат различно                                                                                           |       |                                                                                                   | сервитьорът                                      |
| 1988-1996 | Новите приключения на Арсен Люпен (Le retour d'Arsène Lupin)                                                    | 20    | Франция / Канада / Италия / Швейцария / Белгия / Полша / България / Куба / Португалия / Югославия | в 18-а серия „Herlock Sholmes s'en mêle“ (1995)  |
| ?         | Хайдушка майка                                                                                                  |       |                                                                                                   | Васил Левски                                     |
| 1987      | Време за път | 5     |                                                                                                   | следователят Георгиев                            |
| 1986      | Дом за нашите деца                                                                                              | 6     |                                                                                                   | следователят Георгиев                            |
| 1985      | Борис I | 2     |                                                                                                   |                                                  |
| 1984      | Златният век | 11    |                                                                                                   |                                                  |
| 1981      | Хан Аспарух | 3     |                                                                                                   |                                                  |
| 1987      | Спилитим и Рашо                                                                                                 | 20    |                                                                                                   | юнакът                                           |
| 1981      | Кръвта е по-гъста от водата                                                                                     |       |                                                                                                   | лейтенат Грюбер, германски офицер                |
| 1980      | Игра на любов                                                                                                   |       |                                                                                                   |                                                  |
| 1980      | Лосенските грънчари                                                                                             |       |                                                                                                   |                                                  |
| 1976-1980 | Записки по българските въстания                                                                                 | 13    |                                                                                                   | Никола Обретенов „Тихо“ (в 3 серии – 2,3 и 4-та) |
| 1974      | Иван Кондарев                                                                                                   | 2     |                                                                                                   |                                                  |
| 1973      | Нона |       |                                                                                                   |                                                  |
| 1973      | Такава смърт няма (тв)                                                                                          |       |                                                                                                   | революционер                                     |